# Frl. Wommy Wonder

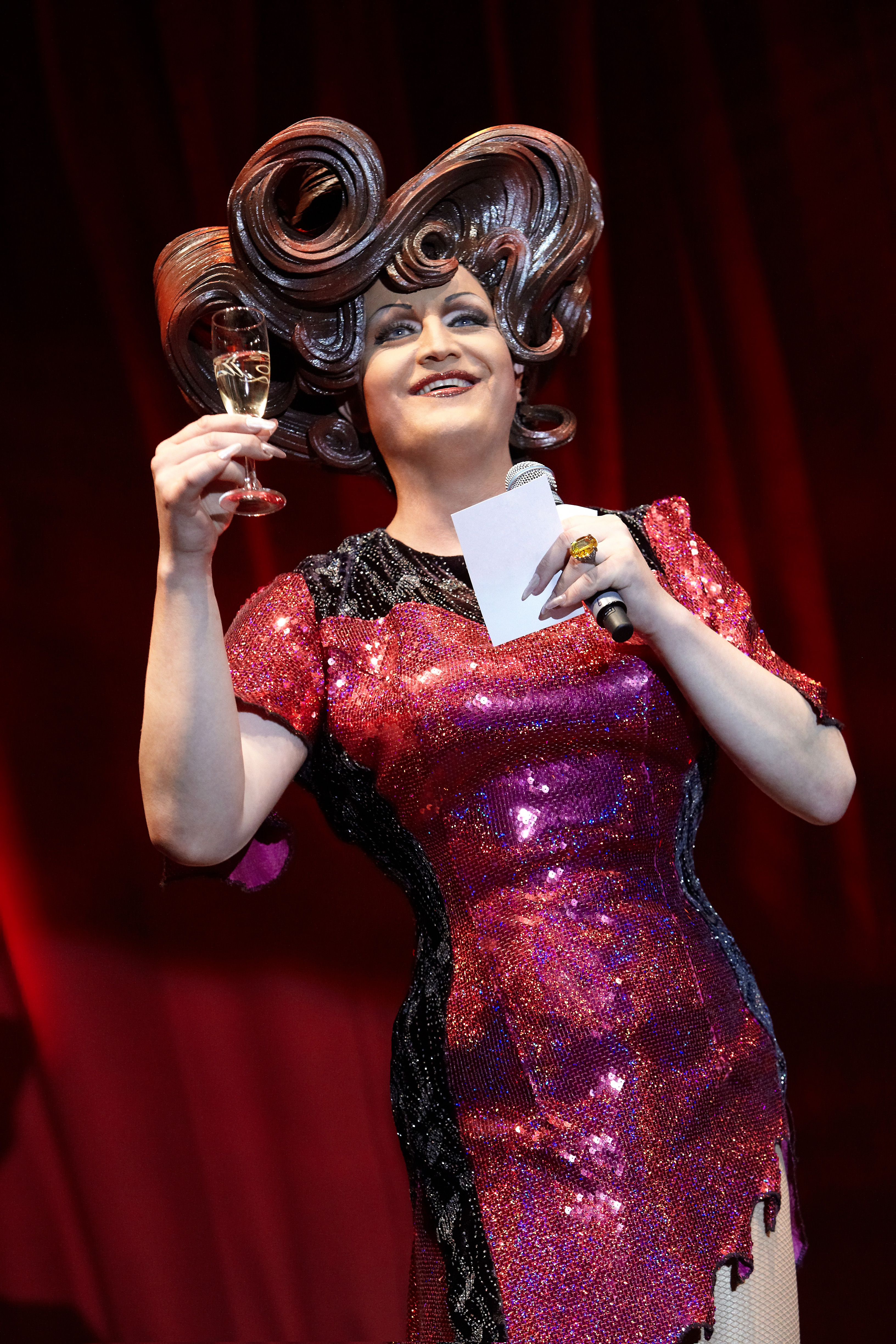
Frl. Wommy Wonder bei Dame sticht!

Frl. Wommy Wonder (* 8. November 1967 in Riedlingen), bürgerlich Michael Panzer, ist ein deutscher Travestiekünstler und Kabarettist.

## Leben
Michael Panzer wurde im Oberschwäbischen geboren, studierte katholische Theologie und Germanistik mit Schwerpunkt auf alten Sprachen, schloss mit Staatsexamen ab, hat aber den Lehrberuf nie praktiziert. Seit 1984 steht er als Frl. Wommy Wonder auf der Bühne, seit 1991 mit abendfüllenden Programmen. 
Von 1984 bis 1991 waren es vorwiegend Galas, Firmenfeiern, Auftritte mit befreundeten Gruppen (Victor Victoria, Notres Dames etc.), die auf der Agenda standen, zu diesem Zeitpunkt hatten die Schule und das Studium Vorrang. 1991 fand dann das erste abendfüllende Programm (Traumexpress) im Theater Lindenhof in Melchingen statt und ebnete den Weg für Auftritte in anderen Theatern. 
Das Sudhaus in Tübingen war das erste Haus nach dem Lindenhof, das Frl. Wommy Wonder Start- und Entwicklungschancen gab – bei beiden Theatern tritt es heute noch nach wie vor auf. 
Von 1991 bis 1994 tourte Wonder durch Deutschland und initiierte die Reihe Varieté im LTT im Landestheater Tübingen als jährliche Benefiz-Veranstaltung für die AIDS-Hilfe, 1994 fand dann in der Färberei Reutlingen die Premiere des zweiten Programmes Wonderland! statt.
Romy Haag wurde bei einer gemeinsamen Veranstaltung auf Wonder aufmerksam und empfahl sie dem Renitenztheater Stuttgart, wo Wonder im August 1995 die Premiere von Mixed Pickles feierte. Kurz danach folgte die Einladung zu Jürgen von der Lippe (Wat ist?), der SWR zeichnete für ein kleines Porträt auf, erste Auftritte im Stuttgarter Theaterhaus folgten. Schließlich lieferte Wonder jährlich im Sommer ein neues Programm im Stuttgarter Renitenztheater ab: 1996 Nur Küsse schmecken besser!, 1997 Isch freu misch! und 1998 … des g’hört so! (mit Dr. Scholl & Frau Martha). 
1998 kam die erste Zusammenarbeit mit dem Stuttgarter Friedrichsbau-Varieté, wo Wonder mit und in Vertretung von Alice und Ellen Kessler bei 1+1=1 durch das Programm führte. Parallel entstand die erste Live-CD, und der Bleicher-Verlag veröffentlichte mit … so als Mensch! das erste Buch. Des Weiteren folgten erste Aufträge für Modeschauen (als Moderation und als Model).
1999 Verleihung der Goldenen Fildertrophäe und Premiere von Vorsicht Schnalle! im Renitenztheater sowie Moderation vom Programm der Jahrhunderte im Friedrichsbau-Varieté, erstmals entwickelte und konzipierte Wonder auch gemeinsam mit Dr. Scholl das New-Comedy-Festival für den Verlag Straubinger und Das Örtliche, das über 12 Mal mit wechselnden Künstlern durchs Land tourte. Ebenfalls in diesem Jahr gab es die erste Gala für den Stuttgarter Christopher Street Day, den Wonder moderierte, mitentwarf und seither moderiert.
Im Jahre 2000 war Wonder für die Deutsche Bahn auf der CMT-Messe in Stuttgart, im Sommer sorgte die Premiere von Gegessen wird daheim für sechs ausverkaufte Wochen im Renitenz. 2001 wurde Wonder Zweite im Travestie-Contest bei der ARD-Lottoshow, war für 50 Jahre Baden-Württemberg als Aushängeschild für „schwäbische Kultur, Lebensart und Lebensfreude“ unterwegs und präsentierte mit Licht aus, Spot(t) an! ein Jubiläumsprogramm zum zehnjährigen Theaterbestehen. 2002 moderierte Wonder die Oscar-Nacht in Stuttgart und erreichte mit der Premiere von Donnerwetter! acht ausverkaufte Wochen, bevor es im Herbst an die Organisation und Moderation des „1. Internationale Festival der Travestie“ ging. 2003 verpflichtete L’tur nach Südspanien und im Hamburger Tivoli gelangte Wommy unter die Top 5 des Drag-Queen-Contests – im Sommer fand die Premiere von Unerhört! und Dreharbeiten zu Glückliche Tage statt.

2004 drehte die ARD ein Porträt anlässlich „20 Jahre Wommy“, bevor es mit Wommys wonderbares Varieté mit anderen Künstlern zwei Wochen ins Kölner Senftöpfchen ging. Im Renitenztheater fand im Sommer wieder eine Premiere statt, diesmal hieß die Show Nix wie Tricks!. 

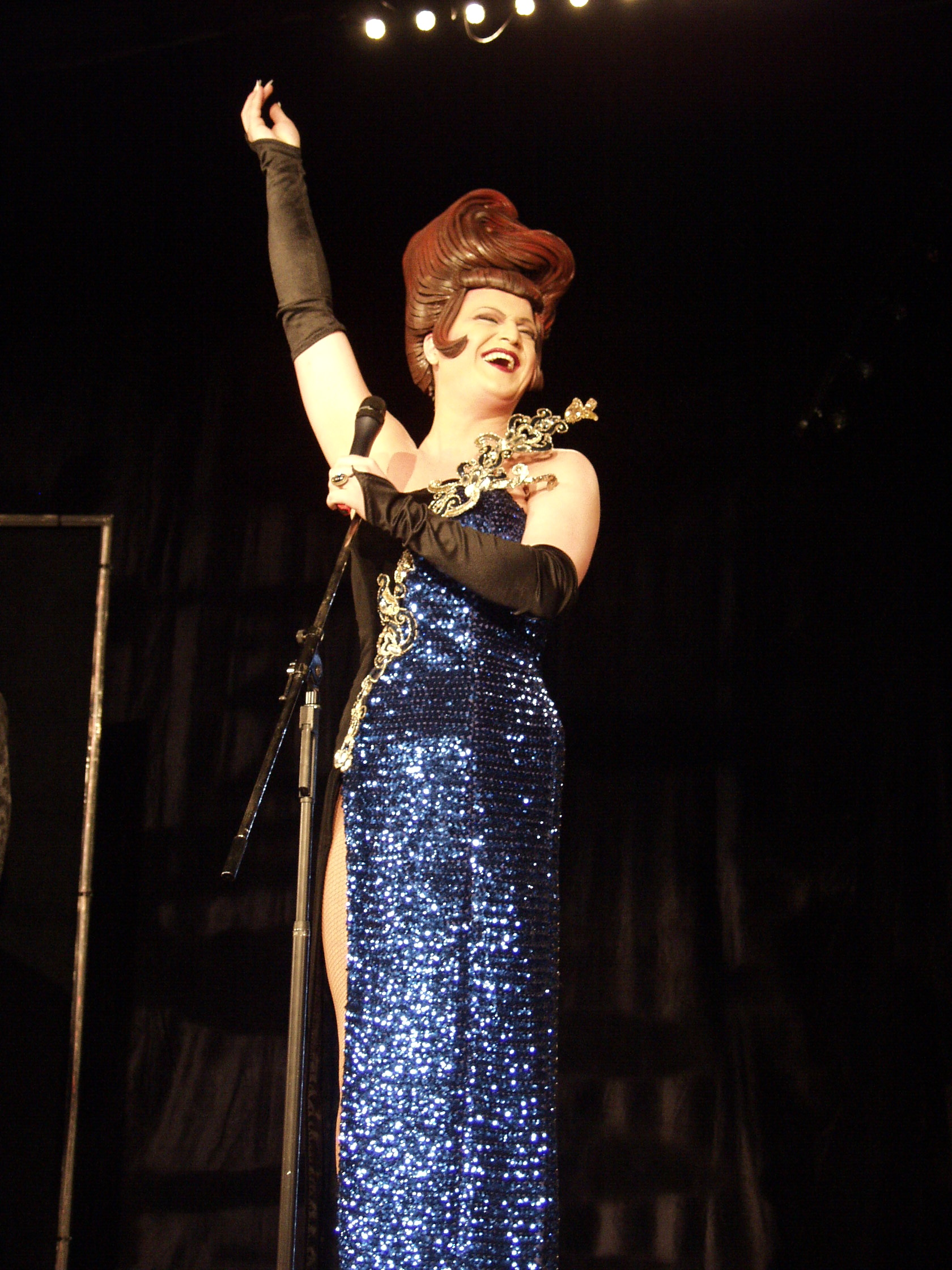
Frl. Wommy Wonder in seinem Programm Beflügelt!

2005 moderierte Wonder den Waterloo-Day bei Mamma mia, weiterhin fand die Premiere von Mit Herz und Schnauze! im Friedrichsbau sowie von Noch mehr Herz und noch mehr Schnauze! im Renitenztheater statt. 2006 hieß das neue Programm Volle Pracht voraus!, erstmals war Wonder Gast beim Johnny-Cash-Projekt Remembering the man in black, wo Wonder mit Dieter Thomas Kuhn im Duett auftrat. 2007 wurde Wonder erstmals „Drag-Queen des Jahres“, feierte im Apollo-Theater des Stuttgarter Musical-Centres mit vielen Künstlern vor 1800 Gästen den 40. Geburtstag und präsentierte im Renitenztheater Liebe, Laster, Lippenstift!, das 2008 von Beflügelt! abgelöst wurde. 
2009 gab es den „Internationalen Showpreis“ und die Premiere von Bein frei!, dem Programm zum 25-jährigen Jubiläum, das im Herbst mit der großen Gala Viva la diva! in der Stuttgarter Liederhalle zelebriert wurde. 2010 wurde Wonder „Künstler des Jahres“ und präsentierte das neue Programm Passt scho’!. 2011 fand nach dem Umzug des Renitenztheaters ins neue Haus dort die Premiere von Dame sticht! statt. Wonder hatte über 650 Auftritte im Renitenztheater.

### Politisch-gesellschaftliches Engagement
Wonder setzt sich für die Rechte von Minderheiten in Deutschland ein, engagiert sich für den CSD und gegen HIV, unterstützt regelmäßig die AIDS-Hilfen sowie gemeinnützige Vereine wie Anna e. V., AMSEL oder Gemeinsam statt einsam und spricht auch in den eigenen Shows gesellschaftspolitische Probleme an.

## Veröffentlichungen (Auswahl)
- 1998: Buch ... so als Mensch!
- 1999: 2-CD Vorsicht Schnalle!
- 2000: 2-CD Gegessen wird daheim!
- 2002: CD Donnerwetter!
- 2003: CD Unerhört!
- 2004: CD-Single/CD-Rom/DVD-R zu Nix wie Tricks!
- 2006: Buch Das jüngste Gerücht
- 2007: Heft Fix und vierzig!
- 2008: CD Beflügelt!

## Filmografie (Auswahl)
- 2020: SOKO Stuttgart: Bunte Liebe